# Thorey-Lyautey
Thorey-Lyautey is een gemeente in het Franse departement Meurthe-et-Moselle (regio Grand Est) en telt 118 inwoners (1999). De plaats maakt deel uit van het arrondissement Nancy.

## Geografie
De oppervlakte van Thorey-Lyautey bedraagt 6,2 km², de bevolkingsdichtheid is 19,0 inwoners per km².
De onderstaande kaart toont de ligging van Thorey-Lyautey met de belangrijkste infrastructuur en aangrenzende gemeenten.

## Demografie
Onderstaande figuur toont het verloop van het inwonertal (bron: INSEE-tellingen).